# Villa Saboya (Buenos Aires)
Villa Saboya es una localidad argentina del partido de General Villegas, provincia de Buenos Aires.

## Población
Cuenta con 331 habitantes (Indec, 2010), lo que representa un leve incremento del 1% frente a los 327 habitantes (Indec, 2001) del censo anterior.
| Gráfica de evolución demográfica de Villa Saboya entre 1991 y 2010 |
|                                                                    |
| Fuente: Censos nacionales del INDEC                                |